# پارک ترمل
پارک ترمل (به انگلیسی: Park Trammell) سناتور سابق عضو حزب دموکرات ایالات متحده آمریکا بود. وی در سال ۱۹۱۷ تا ۱۹۳۶ میلادی سناتور ایالت فلوریدا در سنای ایالات متحده آمریکا بود.